# Limburgse fluweelpalpmot
De Limburgse fluweelpalpmot (Acompsia schmidtiellus) is een nachtvlinder uit de familie grasmineermotten (Elachistidae). 
De spanwijdte is ongeveer 16 millimeter. 